# Yasmany Lugo
Yasmany Daniel Lugo Cabrera (Pinar del Río, 24 de janeiro de 1990) é um lutador de estilo greco-romana cubano, medalhista olímpico.

## Carreira
Lugo competiu na Rio 2016, na qual conquistou a medalha de prata, na categoria até 98 kg.